# Santi Medici Cosma e Damiano (Alberobello)
A Santi Cosma e Damiano (Szent Kozma és Damján) Alberobello legjelentősebb temploma (kis bazilika = basilica minor).

## Története
A szentek (Kozma és Damján) tisztelete a város alapításának idejére nyúlik vissza. Gian Girolamo Acquaviva gróf egy festményt őrzött a loretói Madonnáról, amelyen a két szent is látható volt. A régi templom építésének ideje bizonytalan, viszont már állt 1665-ben, amikor mealapították az egyházközséget. A csodatevőnek vélt képet a templomban őrizték, s csodálatára a környékbeli településekről is érkeztek zarándokok. A szenteket ábrázoló szobor, amelyet minden év szeptember 27-én körbevisznek a város utcáin 1782-ben készült el. A helyi legendák szerint a szobor elkészültével még több csoda történt a településen, így az átvette a kép helyét a hagyományos körmenetben.
A templom mai arculatát 1885-ben nyerte el, amikor Antonio Curri az egykori templomot átépítette neoklasszicista stílusban. A torony óráját 1887-ben szerelték be. A három oldalkápolnája 1906-ra lett kész. A templom a város főutcája végében áll. A pronaoszhoz egy lépcsősor vezet fel. A katedrális kapuját Adolfo Rollo díszítette bibliai jelenetekkel. A bejárat feletti lunettában a keresztrefeszítés látható. A főoltár szintén Rollo műve, központi eleme egy függesztett kereszt. A falakat díszítő freskókat, amelyek a szentek életének főbb eseményeit ábrázolják, Francesco De Biase festette. A sekrestyében van kiállítva Domenico Carella utolsó műve, a Levétel a keresztről.